# Robladillo de Ucieza
Robladillo de Ucieza es una localidad española, cabecera del municipio de Valde-Ucieza, en la comarca de Tierra de Campos (Palencia). Su economía se basa en cultivo de trigo y ganadería ovina y bovina.

## Historia
A la caída del Antiguo Régimen la localidad se constituye en municipio constitucional, conocido entonces como Robladillo que en el censo de 1842 contaba con 27 hogares y 140 vecinos.
Hasta la reforma de la nomenclatura municipal de 1916 el municipio se llamaba simplemente Robladillo. En dicha fecha su nombre fue modificado por el de Robladillo de Ucieza.
Entre los censos de 1930 y 1940 pasó a formar parte del nuevo municipio denominado Valde-Ucieza. Contaba entonces con 47 hogares y 217 habitantes.

## Geografía humana

### Demografía
| Gráfica de evolución demográfica de Robladillo de Ucieza entre 1842 y 1930 |
| |
| Población de derecho según los censos de población del INE Población de hecho según los censos de población del INEEn estos censos se denominaba Robladillo: 1842, 1857, 1860, 1877, 1887, 1897, 1900 y 1910 Entre el censo de 1940 y el anterior, este municipio desaparece porque se agrupa en el municipio 34192 (Valde Ucieza) |

Evolución de la población en el siglo XXI
| Gráfica de evolución demográfica de Robladillo de Ucieza entre 2000 y 2020 |
|                                                                            |
| Población de derecho (2000-2020) según el padrón municipal del INE         |

## Patrimonio
- Iglesia de San Saturnino: destaca su portada "gótica", que seguramente perteneció a otra iglesia anterior a la que reemplazó la actual de estilo barroco. En el interior, dentro del baptisterio (bajo el coro y en el muro de la epístola), se encuentra una pila baptismal románica de forma troncocónica. Su tamaño, relativamente grande, es de 103 ctms de diámetro por 71 de alto. La copa lleva decoración muy popular, pero no por ello muy primitiva. La temática es interesante y compleja: una sirena desnuda y con las piernas muy abiertas que se sujeta con ambas manos, emblema que parece símbolo de la lujuria, que viene acompañada por un centauro y un hombre desnudo con el sexo bien indicado. A ello acompañaría una escena infernal con el tema bastante complicado en su interpretación del descenso de Cristo a los infiernos tratado con una iconografía mucho más elocubrante y menos natural que la misma escena representada en la pìla de Calahorra de Boedo. En Robladillo hay diablos, un obispo condenado, una cabeza humana cortada. Cristo identificado por su corona de espinas en la frente, etc. Sobre todas las escenas, en el borde de la copa, corre una guirnalda vegetal de helechos o palmas y rosetas circulares octopétalas. Basamento con toro sobre plinto bajo cuadrangular. La pila es interesante sobre todo por su complicada iconografía, sentido rústico no sólo técnico (canon reducido de las figuras) sino ideológico. Sin embargo la cronología puede ser ya casi del siglo XIII.

## Fiestas
- Nuestra Señora del Refugio el 8 de septiembre.